# Milan Paroški
Milan Paroški (Turija, 5. ožujka 1957.), srbijanski je političar.

## Životopis
Milan Paroški rođen je u Turiji 1957. godine. Diplomirao je politiologiju na Fakultetu političkih znanosti u Beogradu. Na istom fakultetu obranio je magistarski rad na temu "Politička uloga i značaj staleških sabora u srpskom srednjovjekovnoj državi". Trenutačno je zaposlen je u Gradskom zavodu za zaštitu spomenika kulture u Novom Sadu. Osim toga se na svom imanju u Vojvodini bavi poljodjelstvom.

## Politička djelatnost
Milan Paroški postao je poznat u javnosti početkom devedesetih godina dvadesetoga stoljeća kada je nakon prvih višestranačkih izbora postao zastupnik Narodne stranke (NS) (na izborima na listi SPO Vuka Draškovića). Proslavio se dugim govorima u srpskome parlamentu zbog čega je dobio nadimak "srpskog Castra". 
Dana 21. travnja 1991. godine Milan Paroški sudjelovao je na mitingu Srba u Hrvatskoj, u baranjskome selu Jagodnjaku, na kojem je sudjelovao zajedno s četničkim vojvodom Vojislavom Šešeljem.
Tada je Paroški de facto agresivnom i huškačkom retorikom pozvao Srbe na pobunu protiv hrvatske vlasti i na obračun sa susjedima Hrvatima: 
Izgovorio je: 
»Ovo je srpska teritorija i njima (tj. Hrvatima) mora biti jasno da su oni dođoši ↓1. Prema tome, tko god vam dođe i kaže da je ovo njegova zemlja, taj je uzurpator ↓2, taj je došao da ubija i tog imate prava da ubijete kao kera ↓3 pored tarabe! ↓4«
Nakon toga, 21. srpnja 1992. godine, Vojni sud u Osijeku ga je u izočnosti oglasio krivim "zbog kaznenog djela - protiv Republike Hrvatske, izazivanja nacionalne, rasne i vjerske mržnje, razdora ili netrpeljivosti" te osudio na kaznu zatvora od 4 godine. Šest godina nakon toga, 30. lipnja 1998. godine, Županijski sud u Osijeku obustavio je postupak izvršenja kazne temeljem Zakona o oprostu.
Vremenom se razišao s Vukom Draškovićem. Sudjelovao je sa svojom strankom na izborima u Srbiji 1992. godine i bio na trećem mjestu iza Slobodana Miloševića i Milana Panića. Tada je osvojio 3,16 posto (47.693) glasova. Kasnije je bio u koaliciji sa Zoranom Đinđićem s kojim se razišao 1997. godine zbog Đinđićeve odluke o bojkotu izbora. U prvom krugu predsjedničkih izbora 1997. godine osvojio je deveto mjesto s 27.100 glasova, odnosno 0,66 posto glasova. 
Godine 2000. na parlamentarnim izborima bio je u koaliciji "Za narodno jedinstvo".

## Zanimljivost
- Paroški je sudjelovao u trećem serijalu srpske inačice reality showa "Farma". Izbačen je zbog toga što je vrijeđao sudionika farme Bakija Đoganija na nacionalnoj osnovi.[5]